# Ribena

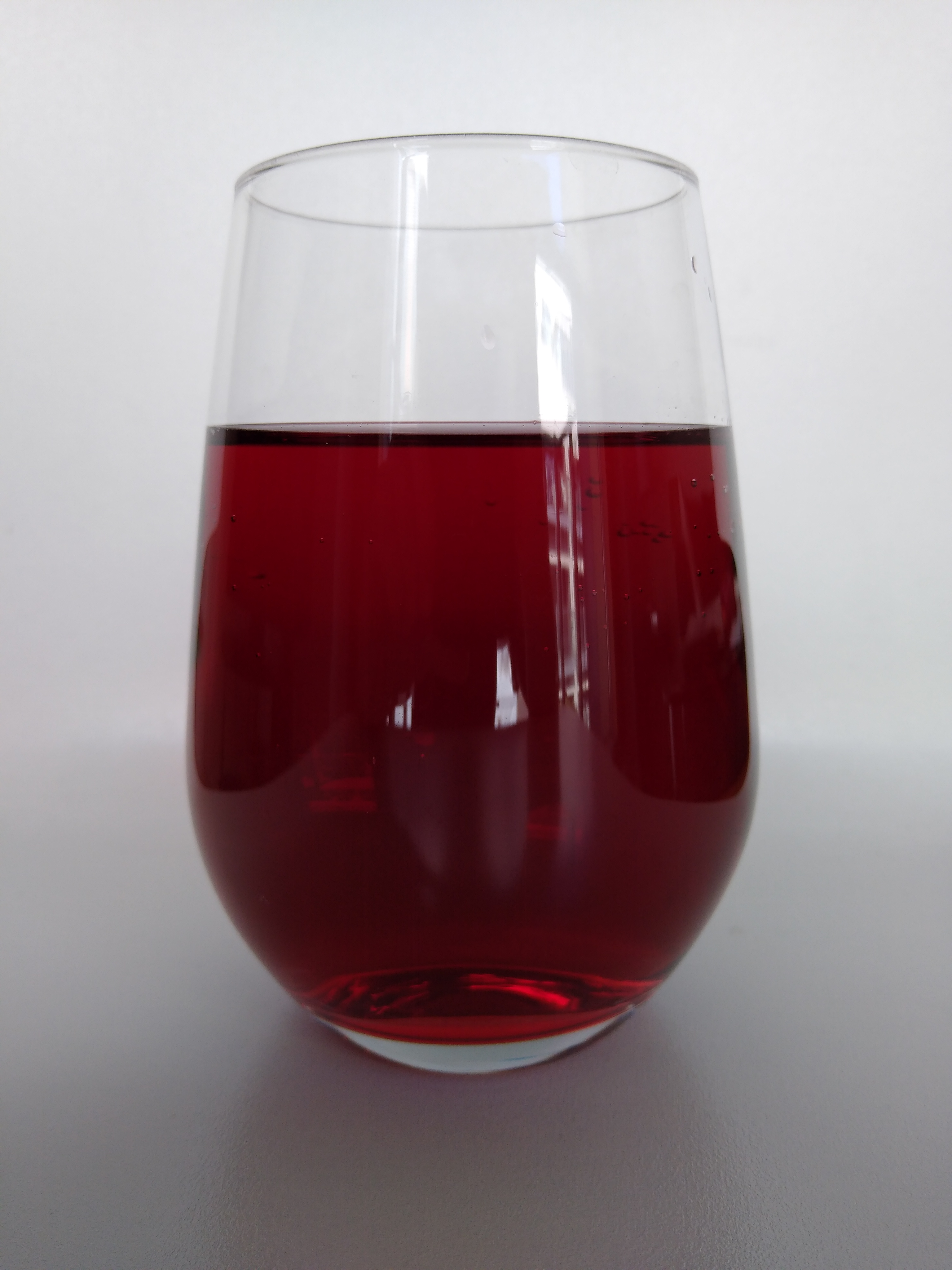

Ribena est une marque britannique de soda (gazeuse et non gazeuse) contenant du jus de cassis. 

## Histoire
Elle a été créée dans les années 1930, et a connu le succès grâce à sa forte teneur alléguée en vitamine C.
Ribena a défrayé la chronique en 2004 grâce à 2 collégiennes de 14 ans habitant la Nouvelle-Zélande : elles avaient alors démontré par une simple expérience de chimie que la publicité pour la boisson commercialisée en Nouvelle-Zélande et en Australie était mensongère.
En septembre 2013, Suntory annonce l'acquisition des boissons non-alcoolisées Lucozade (en) et Ribena pour 1,35 milliard de £, mis en vente par GlaxoSmithKline. L'opération concernerait 700 emplois. Ribena est un soda à base de cassis et Lucozade est une boisson énergétique.